# Hypsoblennius robustus
Hypsoblennius robustus es una especie de pez de la familia Blenniidae en el orden de los Perciformes.

## Morfología
Los machos pueden llegar alcanzar los 3,9 cm de longitud total.

## Reproducción
Es ovíparo.

## Hábitat
Es un pez de mar y de clima tropical. 

## Distribución geográfica
Se encuentra en el Perú.